# Leers

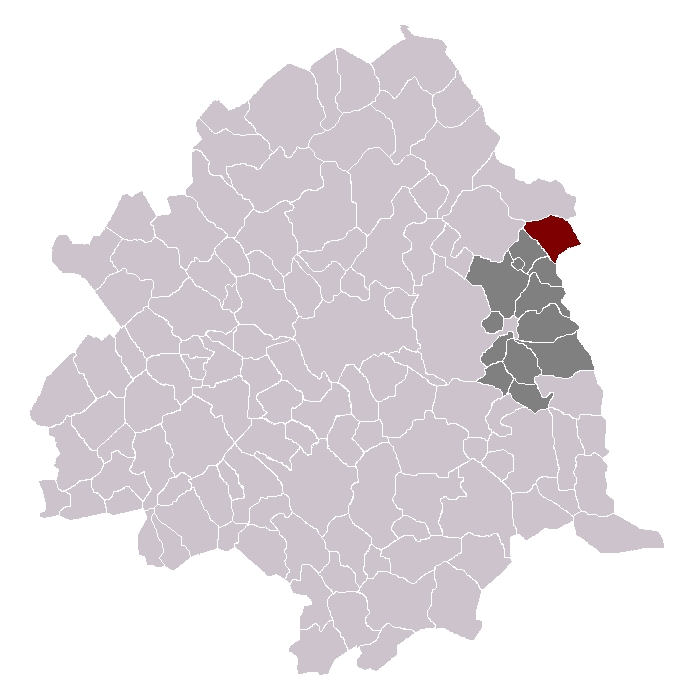
Ubicació de Leers dins del cantó i el districte

Leers és un municipi francès, situat a la regió dels Alts de França, al departament del Nord. L'any 2006 tenia 9.270 habitants. Limita al nord amb Wattrelos, a l'oest amb Roubaix, al sud-oest amb Lys-lez-Lannoy i al sud amb Toufflers.

## Demografia
| 1962                                       | 1968  | 1975  | 1982  | 1990  | 1999  | 2006  |
| ------------------------------------------ | ----- | ----- | ----- | ----- | ----- | ----- |
| 5.360                                      | 5.948 | 7.788 | 8.588 | 9.627 | 9.651 | 9.290 |
| Des de 1962: població sense dobles comptes |       |       |       |       |       |       |

## Administració
| Període   | Identitat             | Partit        |
| --------- | --------------------- | ------------- |
| 1983-1995 | Lucien Demonchaux     | Divers droite |
| 1995-2001 | Gérard Willocq        | Divers droite |
| 2001-     | Jean-Claude Van Belle |               |

## Agermanaments
- Jüchen
- Estaimpuis
- Coquelles
- Rebesgrün